# Mihalis Yannakakis
Mihalis Yannakakis (* 13. září 1953 Athény, Řecko) je řecký informatik, který působí v USA jako profesor na Kolumbijské univerzitě. Je známy především díky své práci v oblasti výpočetní složitosti, databázových systémů, algoritmické teorie grafů a několika dalších oborech. Je nositelům Knuthovy ceny za rok 2005.